# Pastrana (Espagne)
Pastrana est une commune d'Espagne de la province de Guadalajara dans la communauté autonome de Castille-La Manche.

## Géographie
La commune est située à 45 km de la capitale, Guadalajara, et à 95 de Madrid. La population est de 1011 habitants (INE 2014).

## Histoire

### XVIesiècle
En juillet 1569, Thérèse d'Avila se rend à Pastrana pour fonder le couvent de carmélites Notre-Dame de la Conception à la demande expresse de la princesse d'Eboli, Ana de Mendoza de la Cerda, épouse du prince Ruy Gomez, duc de Pastrana.
En plus du couvent de carmélites installé en ville, Thérèse fonde, dans la campagne proche de la ville, un ermitage destiné à des moines carmes déchaussés, toujours avec l'appui et le soutien du prince Ruy Gomez.
Apprenant que Thérèse a rédigé une autobiographie, la princesse exige de pouvoir la lire. Sans son autorisation elle en fait rédiger des copies qui sont diffusées jusqu'à la cour du Roi. L'inquisition espagnole ayant vent de cet ouvrage fait saisir toutes les copies, ainsi que l'original.

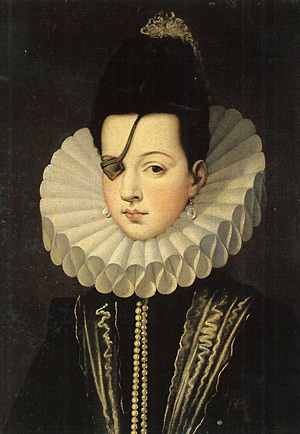
Ana de Mendoza, princesse d'Éboli (XVIe siècle).

Le 15 juillet 1573, le prince décède et son épouse, la princesse d'Eboli décide d'entrer immédiatement en religion dans le couvent de carmélites qu'elle a fait établir dans sa ville. Mais elle ne s'adapte pas à cette vie rude de religieuse cloitrée, et avec autorité, elle commence à demander des aménagements à la règle qu'elle doit suivre. Rapidement, ces exigences deviennent insupportables pour les carmélites qui ne parviennent plus à vivre leur propre vie de religieuses cloitrées et de prière. Elles s'en plaignent à Thérèse d'Avila et vont jusqu'à la supplier de les envoyer dans un autre couvent. Ayant créé un nouveau couvent à Ségovie, Thérèse finit par accéder à leur requête en organisant leur transfert au nouveau couvent (de Ségovie). Elle fait envoyer au carmel de Pastrana deux prêtres de confiance et des chariots pour transporter les religieuses. Ces dernières évacuent le couvent en pleine nuit, dans le plus grand secret, pour éviter que la princesse n'entrave leur projet. Au petit matin la princesse d'Eboli se retrouve toute seule dans son couvent.
En juillet 1579, le Roi Philippe II, pour mettre fin aux intrigues de la princesse d'Eboli et de son secrétaire Antonio Pérez, ordonne la réclusion de la princesse dans son propre palais. Elle y vit recluse et y meurt en 1592.